# Красковская улица
Красковская улица — улица в районе Косино-Ухтомский Восточного административного округа Москвы. Находится на территории бывшей деревни Кожухово, включённой в состав Москвы в 1984 году.

## Происхождение названия
Улица получила своё название в 1986 году по дачному посёлку Красково, расположенному в Московской области.

## Описание
Улица разделена на две части: первая часть проходит от Кожуховской улицы до Косинского шоссе, далее продолжается как Лухмановская улица; вторая часть начинается у 1-го Красковского проезда и проходит параллельно Лухмановской улице, затем в районе дома № 83 поворачивает направо и идёт до Косинского парка; её продолжением является безымянная дорога, ведущая в деревню Руднёво.

## Транспорт

### Метрополитен
В непосредственной близости от улицы расположена станция метро «Лухмановская».

### Автобус
По улице до 22 марта 2025 года проходил автобус 772  Выхино — Красковская улица.